# Lietuvos kooperatyvų sąjunga
Lietuvos kooperatyvų sąjunga (Lietkoopsąjunga) ist eine Konsumgenossenschaft, bestehend aus fast 50 Kooperativen in  Litauen. 2011 erzielten die genossenschaftlich organisierten Unternehmen einen Gesamtumsatz von 492,226 Mio. Litas.

## Geschichte
1921 wurde Lietuvos žemės ūkio draugija (dt. Verein für Landwirtschaft Litauens) gegründet, 1923 der Verband der landwirtschaftlichen Genossenschaften Lietūkis und 1940 wurde er zur Lietuvos vartotojų kooperatyvų sąjunga (dt. Litauische Union der Konsumgenossenschaften) umfirmiert. Ab 1945 gehörte die Wirtschaftsschule Kaunas dem Verband.